# Örgryte
Örgryte est l'un des 21 stadsdelsnämndsområden (une sorte de district souvent traduit en bourg) de la municipalité de Göteborg, en Suède.  

## Géographie
C'est une zone résidentielle, en grande partie de la classe moyenne supérieure, située juste à l'est du centre-ville. 
Örgryte couvre une superficie de 10,67 kilomètres carrés.

## Population
Örgryte compte une population de 33 539 habitants (en 2004). 